# Союз 2А
Союз 2А е неофициално име на космическа мисия на космически кораб Союз, който е отменен.
Полетът първоначално е планиран да се проведе едновременно с този на Союз 1, но е отменен малко преди старта поради множество технически проблеми. Това решение, заедно с лошите метеорологични условия по време на планирания старт, в действителност, спасява живота на тримата членове на екипажа.
Името „Союз 2“ впоследствие е използвано за следващия полет на безпилотния кораб за съвместния (със Союз 3) полет, извършен през октомври 1968 г.

## Програма на полета
Предвиждало се скачване в космоса с изстреляния един ден по-рано Союз 1, прехвърляне на космонавти от единия кораб в другия през открития космос. Това е щяло да бъде първото скачване в космоса на два апарата с космонавти на борда в света. Поради откриване в началото на полета на „Союз 1“ сериозни технически неизправности (не се отваря единия от двата слънчеви панели и корабът започва да изпитва недостиг на електричество, и т.н.), полетът на „Союз 2А“ е отменен, което спасява живота на екипажа му. Полетът на „Союз-1“ е преждевременно прекратен, корабът напуска орбита, но в последната част от полета – при кацането не се отварят напълно парашутите, което довежда до смъртта на космонавта Владимир Комаров.
Полетът на пилотирания космически кораб е планиран, независимо от факта, че трите безпилотни изпитателни полета на „Союз 7К-ОК“ са пълни или частични провали (Кораб № 2, известен като „Космос 133“; Кораб № 1, стартът е отложен, но впоследствие се възпламенява горивото му и ракетата-носител експлодира; Кораб № 3 „Космос 140“). Инженерите имат много технически „забележки“ (около 200), но т. нар. „космическа надпревара“ със САЩ е в разгара си. Ръководството на страната е недоволно от факта, че в последните две години в Съветския съюз не е направен нито един пилотиран полет след предсрочното прекратяване на програма „Восход“, докато САЩ правят десет пилотирани полета, включително и ръчно скачване. В допълнение, тестовите полети на „Союз“ са необходими за подготовката на съветската лунна програма, в основата на която е корабът Союз.

## Екипаж
През август 1966 г. е решено, че "Союз 2 ще бъде командван Валери Биковски, а за дубльор е назначен Андриан Николаев. Другите двама членове, които ще се прехвърлят на „Союз 1“ са Евгений Хрунов и Алексей Елисеев, с дубльори Виктор Горбатко и Валерий Кубасов.

## Резултат
След инцидента със „Союз-1“, последван от 1.5-годишно прекъсване в пилотираните полети, дизайнът на кораба е значително преработен. При разследванията във връзка с инцидента се оказва, че „Союз 2“ има същите грешки с парашутите, като „Союз 1“. Ако той е стартирал, В. Биковски, Е. Хрунов и А. Елисеев също биха загинали. За да се подобри надеждността се провеждат няколко безпилотни старта, сред които през 1967 г. бе осъществено първото автоматично скачване на два „Союза“ („Космос 186“ и „Космос 188“).
През 1968 г. се възобновяват пилотираните космически полети, а през 1969 г. Е. Хрунов и А. Елисеев летят на „Союз 4“ и „Союз 5“ и постигат целите на „Союз 2А“. В. Биковски продължава подготовката си за полети към Луната, които не се осъществяват. Космическият кораб, подготвен за полета на „Союз 2А“ лети като „Космос 188“, преоборудван и преобзаведен за безпилотен полет.